# Antese

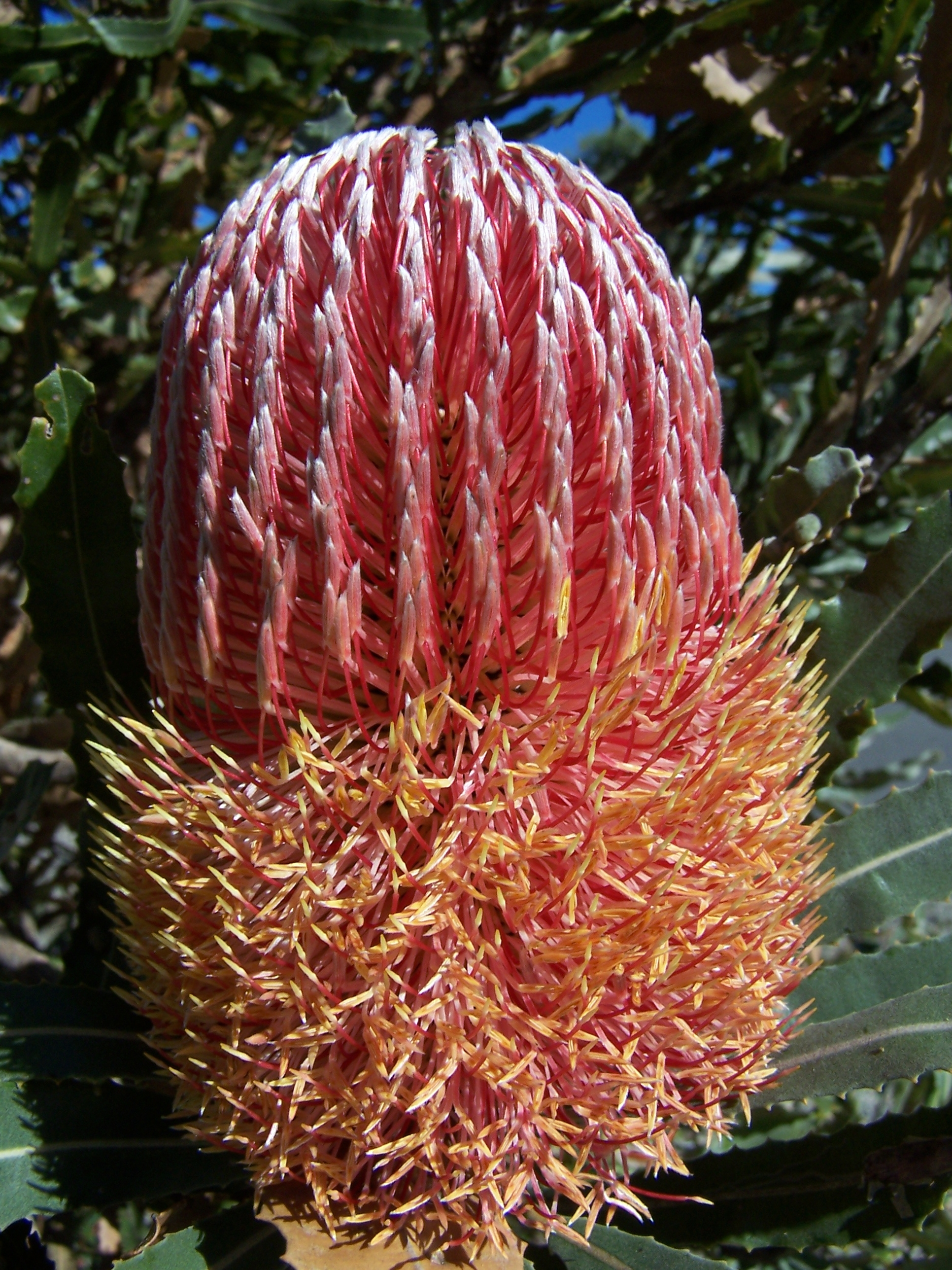
Ântese sequencial das flores individuais de uma inflorescência de Banksia menziesii, com a abertura a prosseguir da base para o topo.

Antese (do grego anthesis) é o acto da abertura das flores, quando um dos seus órgãos sexuais (ou todos) amadurece e o perianto se abre, iniciando o ciclo reprodutivo da flor. Estritamente é o período de expansão da flor, mas também é utilizado para designar o período durante o qual a flor está aberta.
Inúmeras espécies de plantas executam a antese em horários mais ou menos fixos (algumas abrem suas flores à noite, outras aos primeiros raios de sol), e estes horários estão associados ao tipo de polinização empregado por cada uma delas.